# Poul Nielson
Poul Nielson (født 11. april 1943 i Vanløse) er en dansk socialdemokratisk politiker og tidligere minister og Europa-Kommissær.
Poul Nielson er søn af assistent Svend Nielson og Esther Nielsen, tog US High School Diploma 1961 og studentereksamen fra Efterslægtselskabets Skoles gymnasium 1963. Han blev cand.scient.pol. fra Aarhus Universitet 1972 og var fuldmægtig i Udenrigsministeriet 1974-79 og 1984-85.
Han var socialdemokratisk folketingskandidat i Ringkøbingkredsen fra 1968, i Fredericiakredsen fra 1969. Han kom første gang i Folketinget for Socialdemokratiet som valgt i Vejle Amtskreds ved valget 21. september 1971. Han opnåede ikke valg ved valgene i 1973 og 1975, men han kom tilbage på tinge ved valget 15. februar 1977, men røg igen ud ved valget 10. januar 1984. I denne periode var han energiminister fra 26. oktober 1979 til 10. september 1982.
To år senere var han tilbage i Folketinget fra 1. januar 1986 idet han overtog Henning Jensens mandat da Jensen blev borgmester i Horsens Kommune. Han var minister for udviklingsbistand fra 27. september 1994 til 10. juli 1999, hvor han blev udpeget som EU-kommissær for udviklingsbistand.
Han var konsulent ved lederuddannelsen ved Danmarks Forvaltningshøjskole 1985-86 og i Lønmodtagernes Dyrtidsfond fra 1986 samt direktør for LD Energi A/S 1988-94. Adjungeret professor på Aalborg Universitet fra 2005 - Europæisk politik og udviklingsstudier.
Poul Nielson fik af Nordisk Ministerråd til opgave at foretage en strategisk gennemlysning af den nordiske arbejdsmarkedssektor.

## Øvrige tillidsposter
- Medlem af repræsentantskabet for Denerco K/S 1985-94.
- Medlem af bestyrelsen for Dansk Operatørselskab I/S 1985-94.
- Medlem af bestyrelsen for Tarco A/S 1986-94.
- Medlem af repræsentantskabet for DONG A/S 1983-94.
- Medlem af bestyrelsen for Vestas/DWT A/S og OC Rådgivende Ingeniører A/S 1988-94.
- Formand for bestyrelsen for Watergroup A/S 1988-93 og for Vibrodens A/S 1990-94.
- Landsformand for Frit Forum 1966-67.
- Medlem af Socialdemokratiets udenrigs- og forsvarspolitiske udvalg 1966-79 og igen fra 2005, formand fra 2008 - 2017.
- Delegeret ved FN's generalforsamling 1972 og 1977.
- Formand for Europabevægelsen i Danmark 1977-79.
- Medlem af Europarådet 1977-79.
- Medlem af FN's generalsekretærs rådgivende udvalg vedrørende vand og sanitet (UNSGAB) 2004 - 2015.

## Udgivelser
Medforfatter af »Magtspil og sikkerhed«, 1968, og af »EF – hvad nu?«, 1973. Redaktør af »Socialdemokrater fra 6 lande om EF«, 1972. Forfatter af »A/S-loven og lønmodtagerne«, 1974, og »Politikere og embedsmænd«, 1987, "En hel Nielson", 2011. I redaktionen for Ny politik 1971-79. "Arbejdsliv i Norden" 2016.
Citat: "Man skal tale op til folks forhåbninger og ikke ned til deres fordomme"[kilde mangler]